# 2-й батальйон спеціального призначення НГУ «Донбас»
Батальйон спеціального призначення «Донбас» — військове формування Національної гвардії України, що входить до складу 18-ї Слов'янської бригади НГУ.
Батальйон почав формуватися у квітні-травні 2014 року з добровольців Донеччини, як підрозділ громадсько-територіальної оборони у відповідь на російську агресію. Засновником батальйону став Семен Семенченко, що до війни був підприємцем та громадським активістом. 29 травня 2014 року батальйон увійшов до складу Національної гвардії.

## Історія

### Заснування
Батальйон «Донбас» розпочав свою історію як загін народного ополчення на Донеччині.
У квітні 2014 року підприємець, майданівець та громадський активіст Семен Семенченко на своїй сторінці в соціальній мережі Facebook оголосив про збір коштів та запис добровольців до батальйону територіального захисту Донецької області під назвою — «Донбас». Наприкінці травня 2014 року кількість добровольців сягнула 120 чоловік. Однак керівництво Донецької області не підтримало ініціативу Семенченка. Тому добровольці змушені були перебазуватися на територію сусідньої Дніпропетровської області, де завдяки підтримці її керівництва змогли сформувати свій підрозділ у статусі роти «Донбас-1» Полку національного захисту. Як зазначив Семенченко:

| Ми зіткнулися з серйозною протидією в нашій області. Губернатор, погоджуючись на словах, нічого не зробив. Тільки в сусідній області ми змогли сформуватися. |
| — Семен Семенченко. Червень 2014 |

Вишкіл добровольців відбувався в селі Новопідгородне на межі Дніпропетровщини та Донеччини на території колишньої машинно-тракторної станції. Навчання містило в собі, зокрема, збирання та розбирання стрілецької зброї, подолання смуги перешкод, а також навички рукопашного бою.

### Перші сутички
За словами Семена Семенченка, першу бойову зброю він та його соратники отримали, напавши з «травматикою» на контрольований терористами блокпост 1 травня. Надалі, до включення до складу Національної гвардії, на озброєнні батальйону знаходилася легка стрілецька зброя, РГД та снайперські гвинтівки.
Станом на травень 2014 року особовий склад «Донбасу» на 80 % складався з мешканців Донецької області. За словами командира Семена Семенченка, на той момент до лав підрозділу записалося понад 400 осіб, хоча реальна кількість особового складу не перевищувала 120 осіб. До підрозділу записувалися як професійні військові, так і люди без будь-якого військового досвіду. Утримання батальйону, за словами його командира, на початку відбувалося за рахунок добровільних пожертв.
15 травня 2014 року батальйон звільнив райвідділ міліції у Великій Новосілці від лояльної терористам міліції. Після цього було замінено керівника райвідділу, а особовий склад приведений до повторної присяги на вірність Україні. Над будівлею райради було піднято прапор України. Згодом близько 21.00 була отримана інформація про рух у бік Великої Новосілки 30 автомобілів бойовиків з угруповання «Восток», однак справжній бій не відбувся. Після короткої перестрілки, отримавши декількох легкопоранених, «Восток» відступив.
22 травня 2014 року бійці батальйону взяли під охорону адміністративні будівлі Володарського району, з приміщення районної ради знято прапор «ДНР» та вивішено прапор України. Семен Семенченко повідомив у Facebook, що батальйон «Донбас» взяв під контроль та здійснював охорону будівель окружних виборчкомів в п'ятьох західних районах Донецької області: Великоновосілківському, Добропільському, Олександрівському, Володарському та Красноармійському. Він повідомив, що підрозділи батальйону були залучені у спецоперації у рамках АТО в Маріуполі, а також додав:

| Західний Донбас під контролем української влади та батальйону Донбас. Настав час Донецька. |
| — Семен Семенченко, 22 травня 2014.                                                        |

### Бій під Карлівкою
Вранці 23 травня 2014 року батальйон потрапив у засідку російських терористів у селі Карлівка Мар'їнського району. Частині бійців вдалось вирватись з оточення та дістатись до блок-посту українських військових поблизу міста Покровськ. Батальйон «Донбас» втратив п'ятьох бійців загиблими, семеро поранено. За оцінками, внаслідок бою майже половина бійців отримала поранення різного ступеня тяжкості. Дмитро Тимчук повідомив, що зі слів командування батальйону, під час бою було знищено мінімум 15 проросійських бойовиків.
Російські засоби масової інформації в черговий раз поширювали свідомо неправдиву інформацію про те, що на блокпост терористів начебто здійснили напад представники політичної партії «Правий сектор». Втім, недостовірна інформація російських ЗМІ була вчергове спростована.

### Включення до Національної гвардії
29 травня 2014 року командування батальйону згодилось на пропозицію міністра внутрішніх справ України Арсена Авакова — було ухвалено включити 1-шу роту «Донбасу» до складу Національної гвардії України з формуванням на її базі підрозділу спеціального призначення із назвою 3-й резервний батальйон Національної гвардії. Основними напрямками діяльності батальйону мали бути проведення розвідувальних, протидиверсійних, штурмових операцій, а також посилення охорони державного кордону України на сході від диверсійних і терористичних груп. Штатна чисельність резервного батальйону НГУ — 460 осіб. Після завершення бойових дій та стабілізації ситуації планувалося, що батальйон буде розформовано, але охочі зможуть долучитися до формування нових офіційних правоохоронних структур.
Частину бійців, що не пройшли добір до лав Нацгвардії, залучено до складу 24 батальйону територіальної оборони Луганської області у структурі Міністерства оборони, а ті з добровольців, які не виявили бажання офіційно вступати на військову службу, залишилися у статусі «народного ополчення» та продовжували забезпечувати охорону державних об'єктів чотирьох західних районів Донеччини: Добропільського, Великоновосілківського, Покровського та Олександрівського.
На початку червня 2014 року батальйон розпочав тренування на полігоні Національної гвардії у селі Нові Петрівці.
- Бійці батальйону «Донбас» на полігоні у селі Нові Петрівці, Київська область. 2 червня 2014.
- 2 червня 2014.
- 2 червня 2014.

Станом на 6 червня 2014 року до лав батальйону записалося понад 800 осіб.
8 червня 2014 року після чергового народного віче на Майдані Семен Семенченко повідомив, що до лав батальйону записалися 10 солдатів Президентського полку, 16 військовослужбовців та активісти Євромайдану.
23 червня 2014 року 640 бійців батальйону «Донбас» на тренувальній базі у селі Нові Петрівці склали присягу на вірність українському народу. Після цього батальйон вирушив у зону бойових дій на Донбасі.
4 липня 2014 року бійці батальйону у складі сил АТО брали участь у звільненні від терористів міста Миколаївка Донецької області.
5 липня розвідувальна рота батальйону брала участь у звільненні від терористів міста Костянтинівка Донецької області.
6 липня бійці батальйону разом з іншими підрозділами сил АТО здійснили розвідку боєм у селі Карлівка поблизу Донецька з метою виявлення вогневих позицій терористів. Унаслідок операції, терористів було знищено артилерією великого калібру та установками залпового вогню «Град», втрат зазнали також частини терористів з так званого батальйону «Сєвєр», які полишили свої позиції біля Донецького аеропорту.
Бійцями батальйону, які знаходяться у Артемівську, проводяться активні дії по звільненню міста від терористів, відбиваються нічні атаки бойовиків, споруджуються блокпости у місті та за його межами, а також готуються операції по зачистці території. Підрозділи батальйону забезпечують патрулювання прилеглих до Артемівська та Горлівки районів.
8 липня у зону бойових дій на Донеччині прибула ще одна рота батальйону «Донбас».
11 липня розвідувальна група батальйону «Донбас» поблизу Артемівська вступила у бій з терористами, які оточили блокпост. Під час бою було знищено 1 легкову автівку, 2 бійців батальйону отримали поранення, 7 терористів було убито і декількох поранено. Унаслідок бою позиції терористів було знищено, і вони змушені були відступити. По закінченню бою бійцями батальйону «Донбас» було проведено зачистку території, під час якої виявлено базу терористів та вилучено значну кількість зброї.
18 липня бійці батальйону вели бій з терористами у місті Попасній. Під час бою 2 бійців батальйону було убито, 6 отримали поранення, з боку терористів 7 осіб загинуло. Пізніше в лікарні від поранень помер третій боєць - "Боха".
19 липня під час наступного бою за Попасну, батальйоном було знищено 4 блокпости терористів, вбито близько 40 терористів та узято у полон 6. Зі свого боку(за 18-19 липня) батальйон «Донбас» втратив 3-х бійців, 6 отримали поранення, 1 боєць вважається зниклим безвісти.
21 липня у ході військової операції за участю підрозділів Збройних сил, батальйонів «Донбас» та «Дніпро-2» було звільнено населений пункт Піски. Бійцями батальйону було взято у полон 4 озброєних терористів-саперів з вибухівкою з так званої «Російської православної армії». Під час операції батальйон «Донбас» втрат не зазнав. Надалі було знищено укріплений район терористів поблизу населеного пункту Нетайлове та частково знищено укріпрайон у передмісті Донецька.
22 липня бійцями батальйону було звільнено від терористів та взято під контроль місто Попасна. Під час бою було знищено понад 100 терористів «ЛНР», з боку батальйону втрати відсутні.
24 липня батальйон «Донбас» разом з іншими українськими підрозділами звільнив від терористів місто Лисичанськ та розпочав патрулювання вулиць, роздачу продуктів та води місцевому населенню.
26 липня батальйоном «Донбас» разом з підрозділами Збройних сил та Національної гвардії розпочато штурм Первомайська, у районі якого зосереджено значні сили терористів, озброєних установками Град, ПЗРК та бронетехнікою.
У той же день бійцями батальйону було взято склад бойовиків з батальйону «Призрак», який знаходився у приміщені Лисичанського скляного заводу. На складі було виявлено 2 одиниці бронемашин, зенітно-ракетну зброю, ПТКР, міномети, стрілецьку зброю, велику кількість автівок, цистерни з бензином та соляркою, велику кількість комплектів форми з розпізнавальними знаками терористів, більше 800 ящиків з гуманітарною допомогою, російські паспорти та електронну базу бойовиків з особистими даними та фото.
29 липня народний депутат Олександр Бригинець повідомив, що командир добровольчого загону «Донбас» Семен Семенченко отримав призначення — він відповідальний за Артемівськ.

### Бої за Іловайськ
10 серпня Збройними силами України за участю бійців батальйонів «Донбас», «Азов», «Шахтарськ», «Правого сектора» розпочато операцію зі звільнення Іловайська та ліквідації укріпленого району терористів.
14 серпня бійці батальйону під час обшуку церкви Московського патріархату у Слов'янську виявили арсенал боєприпасів. За словами представників батальйону: «Батюшка не виходить із запою третій день, тому якихось зрозумілих показань на цей рахунок дати не зміг. Будемо лікувати».
18 серпня 2014 року бійці батальйону з важкими боями увійшли до Іловайська та вибили терористів з частини міста. Східну частину Іловайська було взято під контроль, організовано зачистку, у ході якої знищено 3 блокпости та 4 вогневі точки терористів. До ранку 19 серпня більшу частину території міста було взято під контроль силами АТО. Під час бою отримав поранення командир батальйону Семен Семенченко. Станом на 22 годину 19 серпня після важкого бою батальйон зазнав втрат під Іловайськом та змушений був відійти з поля бою. 4 вояків батальйону, серед яких чоловік журналістки Михайлини Скорик Сергій, загинули від куль снайперів.
20 серпня 2014 року під час продовження бою за Іловайськ бійцями батальйону відбито спробу терористичного угрупування «Восток» увійти до міста з півночі. У ході двогодинного бою було знищено 2 танки терористів. На західних околицях Іловайська терористами було захоплено автобус з пораненими бійцями батальйону «Донбас». Під час зіткнення, 2 поранених бійців загинули, інших вдалося відбити. На східній околиці міста під час бою з терористами з угрупування «Оплот» бійцями батальйону «Донбас» було знищено два десятки терористів та 3 міномети. 2 бійців батальйону загинули.
24 серпня 2014 року бійцями батальйону «Донбас» та підрозділами Збройних сил було знищено 4 вогневі точки терористів та ліквідовано понад 50 терористів на південній околиці Іловайська.
Зранку 29 серпня бійці батальйону разом з іншими українськими формуваннями почали вихід з оточеного Іловайська заздалегідь оговореним маршрутом — «зеленим коридором». Колону українських військ почали обстрілювати, коли бійці «Донбасу» дісталися села Червоносільського. Українські сили змогли вибити росіян з села і протриматися там до 30 серпня. Проте залишаючись відрізаними від основних військ, і маючи важкопоранених побратимів, більшість українських сил у Червоносільському потрапила до полону. Максим Авраменко, боєць батальйону, зміг зберегти прапор України, зашивши його в підкладку одягу, і вивезти його коли був звільнений з полону у грудні 2014 року.
5 вересня на основі батальйону «Донбас» була створена мотопіхотна батальйонна тактична група (бтгр)  — повідомив комбат Семен Семенченко. Батальйону надали важке озброєння: танки, БТРи, артилерію; бійці вчаться веденню бойових дій у складі бтгр на полігонах в Харкові, Києві, Дніпропетровську.
13 вересня Семенченко повідомив, що кількість полонених бійців батальйону «Донбас» становить 98 осіб, понад 100 бійців — поранені.
23 вересня 2014-го Семен Семенченко повідомив, що батальйон «Донбас» уклав контракти з американськими інструкторами щодо підготовки бійців підрозділу: «Уклав договір з організації навчання бійців і офіцерів батальйону Донбас мобільними групами інструкторів США, в даний час не є діючими військовослужбовцями. Працюватимуть за системою традиційної підготовки, системі підготовки „морських котиків“ і delta force».
24 жовтня Президент України Петро Порошенко повідомив про звільнення з полону іще 5 бійців батальйону «Донбас».
30 жовтня група бійців батальйону «Донбас» виїхала у Золочів, Львівська область, до школи молодших командирів, де вони будуть протягом місяця навчатися за експериментальними програмами, розробленими американськими інструкторами. Після завершення навчання вони у званні сержантів будуть командувати відділеннями.
14 грудня 2014 року бійці батальйону «Донбас» разом із Семеном Семенченком підтримали операцію з блокування «гуманітарних рейсів» Ріната Ахметова. У фурах з гуманітарною допомогою були виявлені алкоголь та тютюнові вироби, які вивозилися на окуповану територію. Семен Семенченко поставив ультиматум щодо пропуску цих сумнівних «гуманітарних» товарів:

| Батальйон «Донбас» з завтрашнього дня розширює зону вилову «незаконно переміщуваних вантажів», вводить мобільні блокпости в Луганській області. Підтримуємо ініціативу наших товаришів з полку «Дніпро», які заблокували доступ незліченних колон з фур в Донецьку область. Пити, курити і їздити на авто будете після виконання своїх обіцянок по полоненим, панове терористи! |
| — Семен Семенченко, 14 грудня 2014. |

### Переформатування
На початку 2015 року частина батальйону Донбас першого набору була звільнена з лав Нацгвардії за неприбуття до військової частини для проведення навчальних зборів. Згодом за спільною директивою Міноборони та Генштабу від 17 січня 2015 року в складі ЗСУ створено 46-й окремий батальйон спецпризначення «Донбас-Україна». Частина тих людей що раніше була звільнена з батальйону Донбас перийшла служити саме в новостворений 46 бат ЗСУ. Командиром нового підрозділу ЗСУ призначено колишнього начальника штабу, першого заступника командира батальйону «Донбас» підполковника В'ячеслава Власенко, позивний «Філін». Чисельність батальйону близько 1000 осіб.
11 січня 2015 року близько сотні бійців батальйону «Донбас» вирушили у напрямку будівлі Міністерства внутрішніх справ, на вулиці Богомольця у Києві, з вимогою відправки їх в зону АТО. Командир батальйону «Донбас» Семен Семенченко пішов на зустріч з міністром внутрішніх справ України Арсеном Аваковим у приміщення МВС.

### Бої за Дебальцеве
13 січня друга штурмова рота батальйону «Донбас» вирушила до зони бойових дій у Луганську область.
27 січня року перша рота батальйону «Донбас» достроково повернулася до боїв на допомогу своїм побратимам.
30 січня Семен Семенченко разом із частиною батальйону «Донбас» згідно приказу прибув на українські позиції до Вуглегірська-Дебальцеве для виконування бойових завдань.
31 січня 2015 в ході операції зі звільнення Вуглегірська і деблокування батальйону «Світязь» Семенченко отримав серйозну контузію і переломи ребер. Був направлений в лікарню Мечникова..
1 лютого 2015 Б. Філатов повідомив, що окрім контузії у Семенченка пробито легені та є переломи. За іншими даними діагноз інший — «закрита черепно-мозкова травма, струс головного мозку, закрита травма грудної клітини, забій грудної клітини, забій поперекового відділу хребта, тупа травма живота».
9 лютого 2015 року почалися бої у селищі Логвинове Луганської області (між Вуглегірськом і Дебальцеве). Батальйон «Донбас» гідно тримав позиції.
9 лютого 2015 року[уточнити] Семен Семенченко передав повноваження командира батальйону «Донбас» Анатолію Виногродському. З 10 квітня 2015 року відповідно наказу командувача НГ України на командира БСП «Донбас» підполковника Анатолія Виногродського було затверджено командиром офіційно.[джерело?]
12 лютого батальйон «Донбас» разом із частинами ЗСУ штурмом взяли Логвинове, яке мало стратегічне для України значення. Бійцям батальйону «Донбас» вдалося взяти у полон 15 терористів.
У період січня-лютого 2015 року у бойових діях у районі населених пунктів Вуглегірськ, Нікішино, Чернухіно, Новогригорівка, Дебальцеве та Логвіново Донецької області, батальйон «Донбас» втратив 8 чоловік загиблими, отримали поранення 8, було захоплено у заручники 1 та зникли безвісти 2 військовослужбовці.
15 лютого 2015 року бійці «Донбасу» потрапили в засідку під Маріуполем. Загинули бійці — Євген Тельнов з Кіровограда (позивний — «Усач») та Олег Шабельний (позивний — «Цар»).

18 лютого Семен Семенченко повідомив, що ситуація в Логвинове загострилась:
Починаючи із середини лютого бійці батальйону «Донбас» тримали позиції як на Луганському, так і на Маріупольському напрямках (селище Широкіне). 17 березня 2015 року третя рота розвідки батальйону «Донбас» відбула на передову у Широкіне.
7 березня під час обстрілу терористами селища Широкине загинув снайпер батальйону спеціального призначення «Донбас» солдат резерву Володимир Победінський з селища Мангуш Першотравневого району, що поблизу м. Маріуполя. 24-річний доброволець з позивним «Кріт».

### Передача до 18-го полку
2 квітня 2015 року батальйон введений до складу 18-го полку оперативного призначення НГУ (в/ч 3057).
25 квітня у результаті обстрілу під селищем Широкіне автівки швидкої допомоги загинув дорогою до лікарні поранений гвардієць з позивним «Мар'ячі»
8 травня радник заступника голови Міноборони України Василь повідомив що звільнили ще двох бійців батальйону НГУ «Донбас».
15 червня 2015 Семен Семенченко разом з ветеранами батальйону «Донбас» інспектували пункти пропуску в Луганській області. В ході перевірки були виявлені серйозні порушення, зокрема, контрабанда лісу..

### Передача до 15-го полку
9 вересня 2016 року батальйон передано до складу 15-го окремого полку НГУ (в/ч 3035), який дислокувався у м. Слов'янськ.

### Повномасштабневторгнення

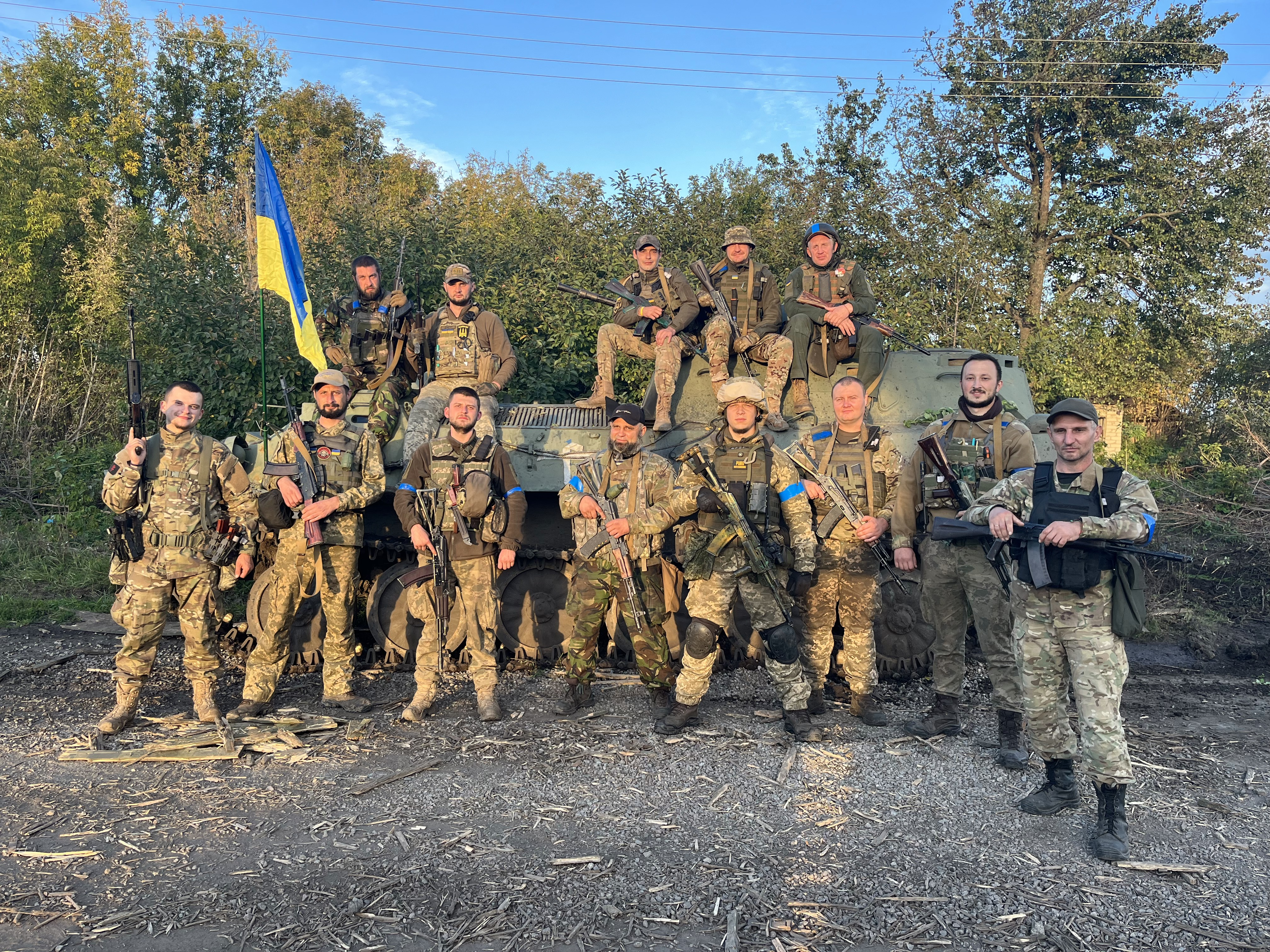
Бійці "Донбасу", після звільнення села Зарічне Донецької області, Лиманська операція, жовтень 2022 року.

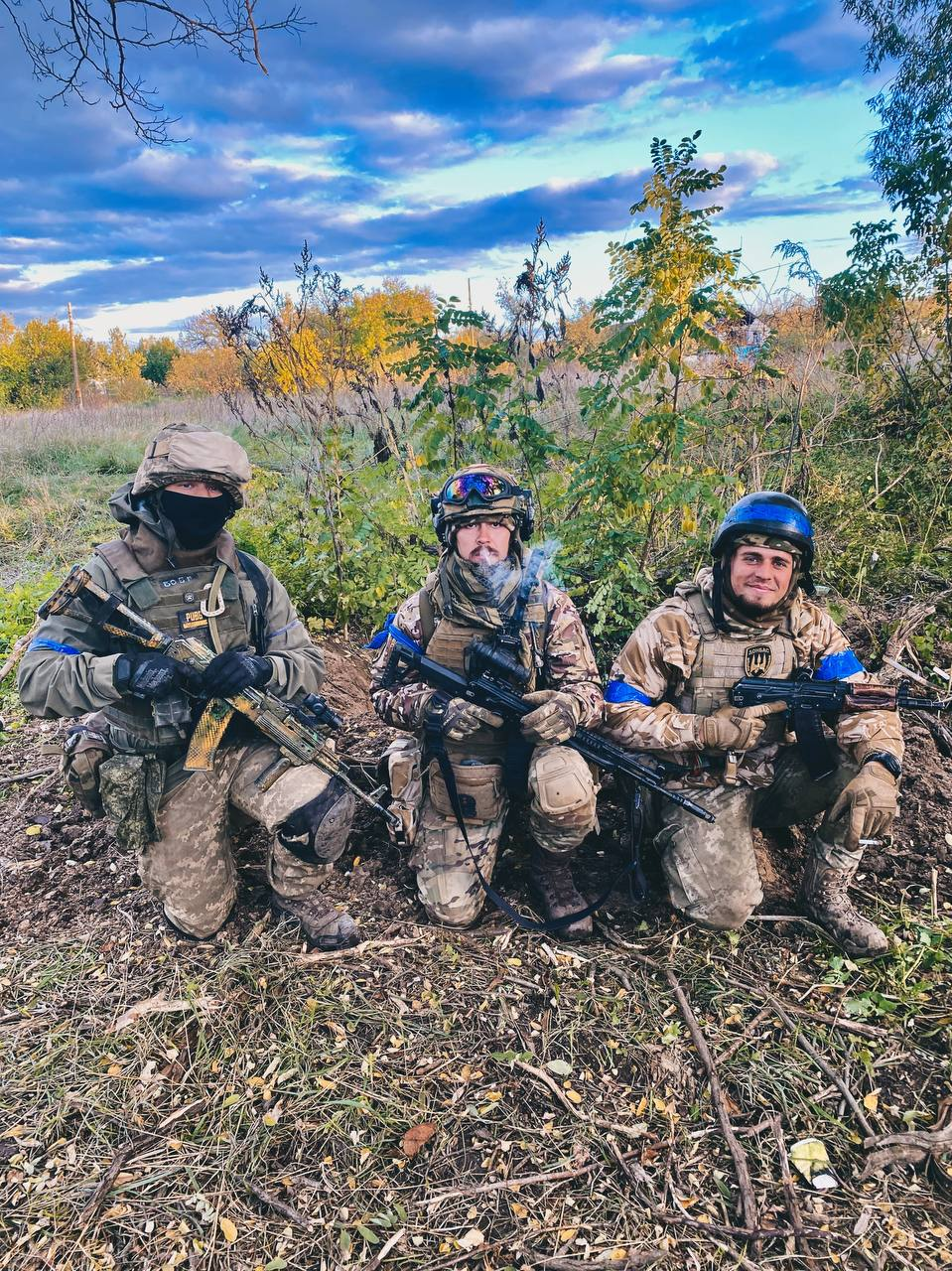
Декілька бійців батальйону Донбас під час перекуру, після деокупації населеного пункту Ямполівка на Донеччині, осінь 2022 року, Лиманська операція

Ще до початку повномасштабного вторгнення бійці батальйону виїхали до кордону з Росією в Луганській області, де й зустріли війну. Батальйон "Донбас" з початку повномасштабного вторгнення брав участь у безлічі операцій на сході України. Проводив оборонні й контранступальні операції у березні 2022 року в Луганській і Харківській областях. Бійці батальйону змогли зупинити форсування ріки Сіверський Донець, вблизу населеного пункту Дронівка, де разом із артилерією ЗСУ знищили багато техніки й ворожої піхоти, після чого ВС РФ були змушені продовжити спроби переправи східніше, поблизу Білогорівки. Найважчим випробуванням для підрозділу в першій половині вторгнення стали бої за Попасну, де бійці підрозділу воювали проти ПВК "Вагнер", регулярної армії та кадирівських підрозділів. Вважається, що до Бахмуту, найбільші втрати Вагнер поніс саме на Попаснянському напрямку у боях із батальйоном Донбас і 24 бригадою ЗСУ. Також підрозділ брав участь у боях на Святогірському і Ізюмському напрямках Брав активну участь в Харківській та Лиманській операції, за що був відзначений президентом України. Брав участь у обороні флангу Бахмуту, а саме населеного пункту Майорськ. Після чого брав участь у штурмах Кремінської траси, та боях у Кремінських лісах, де у складі 15 полку НГУ знищив безліч техніки ворога, за що був знову відзначений президентом України.

## Діяльність

### Вишкіл
17 серпня 2014 року командир батальйону Семен Семенченко оголосив про створення з прибулих до зони АТО добровольців нової резервної роти, підготовка якої проходитиме за місячною програмою вишколу.

### Побут
2 жовтня 2014 року місто Львів передало бійцям «Донбасу» габіони, розроблені львівським підприємством ТзОВ «Пліт». Це сучасні блокпости — збірно-розбірні конструкції, обшиті геотекстилем, які пройшли випробування на Яворівському полігоні.
У жовтні 2014 року спільноти «Закарпатські волонтери батальйону "Донбас"» та UKROP Austria подарували батальйону «Донбас» машину швидкої допомоги, названу переможним іменем «Вікторія».

## Герої України
Указом Президента України від 27 березня 2017 року № 81/2017 за виняткову мужність і героїзм, виявлені у захисті державного суверенітету та територіальної цілісності України, вірність військовій присязі присвоєно звання Герой України з удостоєнням ордена «Золота Зірка» солдату Євгенію Тельнову (позивний «Усач») — посмертно.
Указом Президента України від 16 вересня 2022 року № 656/2022 за особисту мужність і героїзм, виявлені у захисті державного суверенітету та територіальної цілісності України, самовіддане служіння Українському народу присвоєно звання Герой України з удостоєнням ордена «Золота Зірка» старшому солдату Сергію Жержевському (позивний «Жорж»).
Указом Президента України від 23 серпня 2024 року № 519/2024 за особисту мужність і героїзм, виявлені у захисті державного суверенітету та територіальної цілісності України, самовіддане служіння Українському народові присвоєно звання Герой України з врученням ордена «Золота Зірка» молодшому лейтенанту Олександру Роговському (позивний «Берлін»).
Указом Президента України від 1 серпня 2025 року № 571/2024 присвоєно звання Герой України з врученням ордена «Золота Зірка» командиру батальйону, підполковнику Миколі Шевчуку.

## Командування

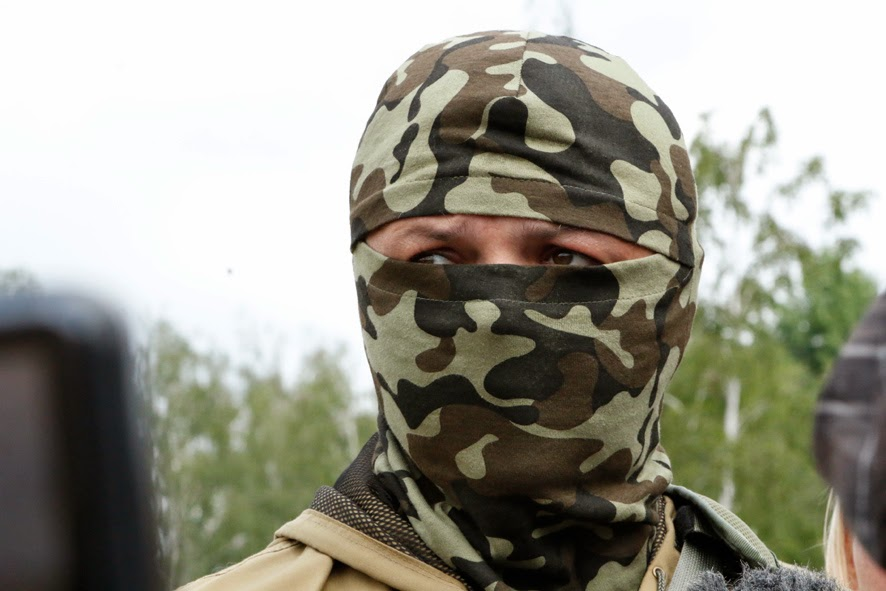
Командир батальйону Семен Семенченко

- (2014 — 9.02.2015) Семен Семенченко. Як засновник батальйону, залишився його почесним командиром[102][103]
- (??)[уточнити] майор Гавришук Олександр Михайлович[104][уточнити]
- (??)[уточнити] підполковник Стоян Сергій Васильович[92]
- (10.04.2015 — 07.2016)[уточнити] підполковник Виногродський Анатолій Анатолійович[92]
- (09.2016 — 02.2017) полковник Кольцов Валерій Геннадійович
- (?)[уточнити] підполковник Поліщук Олександр Іванович[92][105]
- (?)[уточнити] підполковник Шевчук Микола Васильович

## Втрати
Станом на січень 2016 року, 67 бійців батальйону Національної гвардії «Донбас» загинули, 173 одержали поранення й 20 зникли безвісти під час боїв війни.
29 травня 2019 року міністр внутрішніх справ України Арсен Аваков, в ході свого виступу на честь 5-ї річниці створення добровольчого батальйону «Донбас» зазначив, що: «На сході України загинули 83, поранення отримали 141 військовослужбовців „Донбасу“, наших товаришів. 294 ваших побратимів отримали державні нагороди, 74 — посмертно».
Першим загиблим після повномасштабного вторгнення був мешканець Слов'янська Юрій Пічуркін. Загинув він під час відбиття штурму підрозділу ПВК «Вагнер» в нп Степове, Попаснянського району. Після відбиття штурму і враження піхоти, снайпер «вагнерів», прикриваючи відхід залишків своїх бійців, влучив у голову Юрію. Про повні втрати підрозділу під час повномасштабного вторгнення буде відомо вже після війни, коли дозволять розповсюджувати інформацію про втрати.

## Традиції
19 серпня 2014 року у Михайлівському Золотоверхому монастирі відбулося освячення прапорів батальйону.
- Освячення батальйонних прапорів у Михайлівському Золотоверхому монастирі, Київ. 19 серпня 2014.
- Прапор батальйону «Донбас». 19 серпня 2014.
- Ветерани морської піхоти — бійці батальйону «Донбас». 19 серпня 2014.

29 травня 2016 року святкували другу річницю створення батальйону.